# Dominicanos na Irlanda

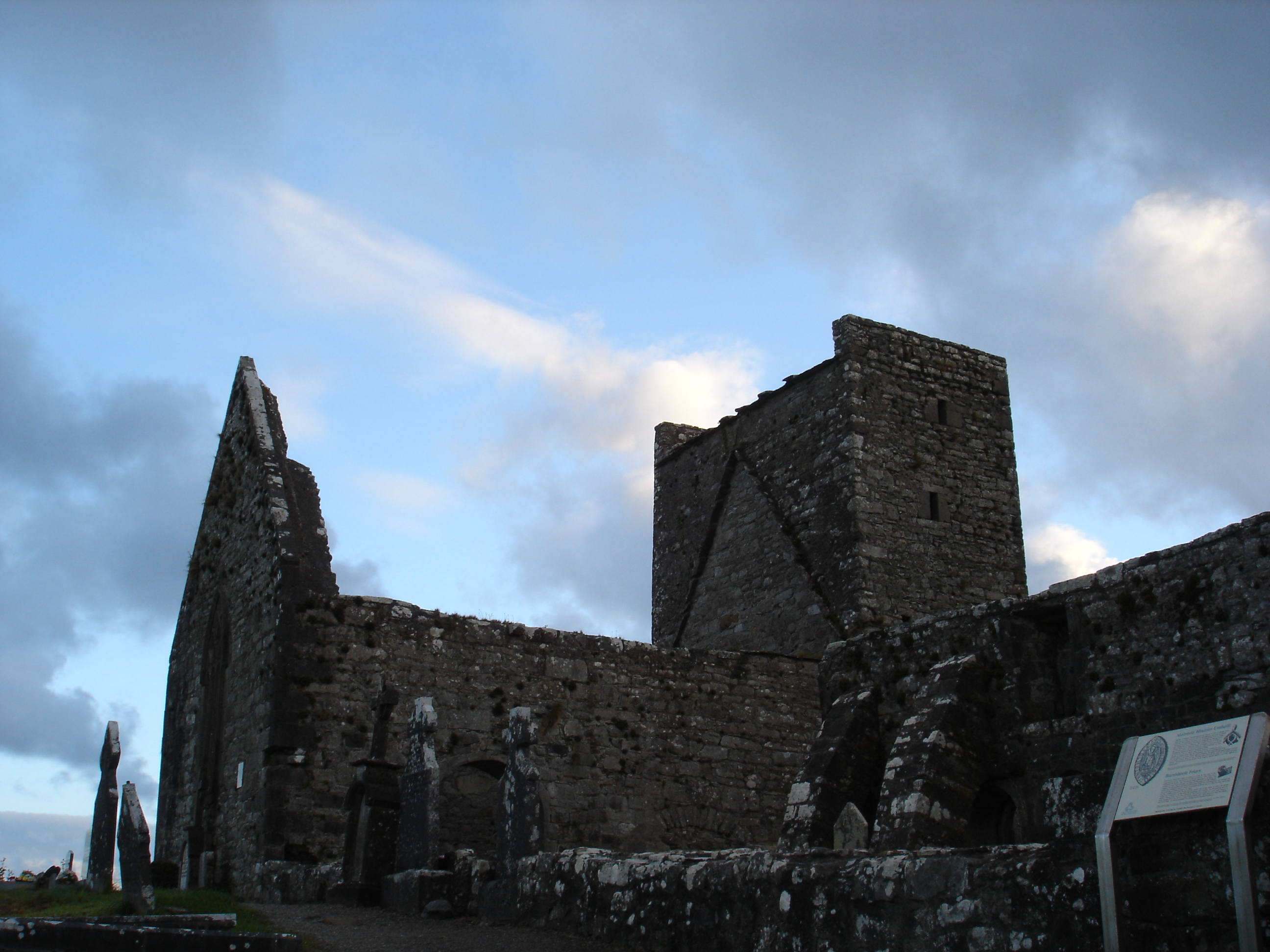
Ruínas do convento dominicano em Burrishoole, Condado de Mayo

A Ordem Dominicana (Ordem dos Pregadores) está presente na Irlanda desde 1224, quando a primeira fundação foi estabelecida em Dublin. Isso foi rapidamente seguido por Drogheda (também 1224), Kilkenny (1225), Waterford (1226), Limerick (1227) e Cork (1229). A ordem foi restabelecida no século XIX depois de ter sido expulsa no século XVII por leis contra as ordens religiosas católicas. Durante as leis penais, os dominicanos irlandeses estabeleceram faculdades em Lisboa e Louvain (1624-1797) para treinar clérigos para ministrar na Irlanda.

## Conventos dominicanos, casas de retiro e casas de estudo
Atualmente, existem comunidades de frades dominicanos nos seguintes lugares da Irlanda:
- Convento e seminário na cidade de Cork
- Convento, casa de estudo e casa de retiro em Tallaght
- Comunidade em Athy
- Outras

Existem também comunidades de freiras dominicanas em vários lugares.

## Escolas dominicanas

### Escolas Secundárias na Irlanda

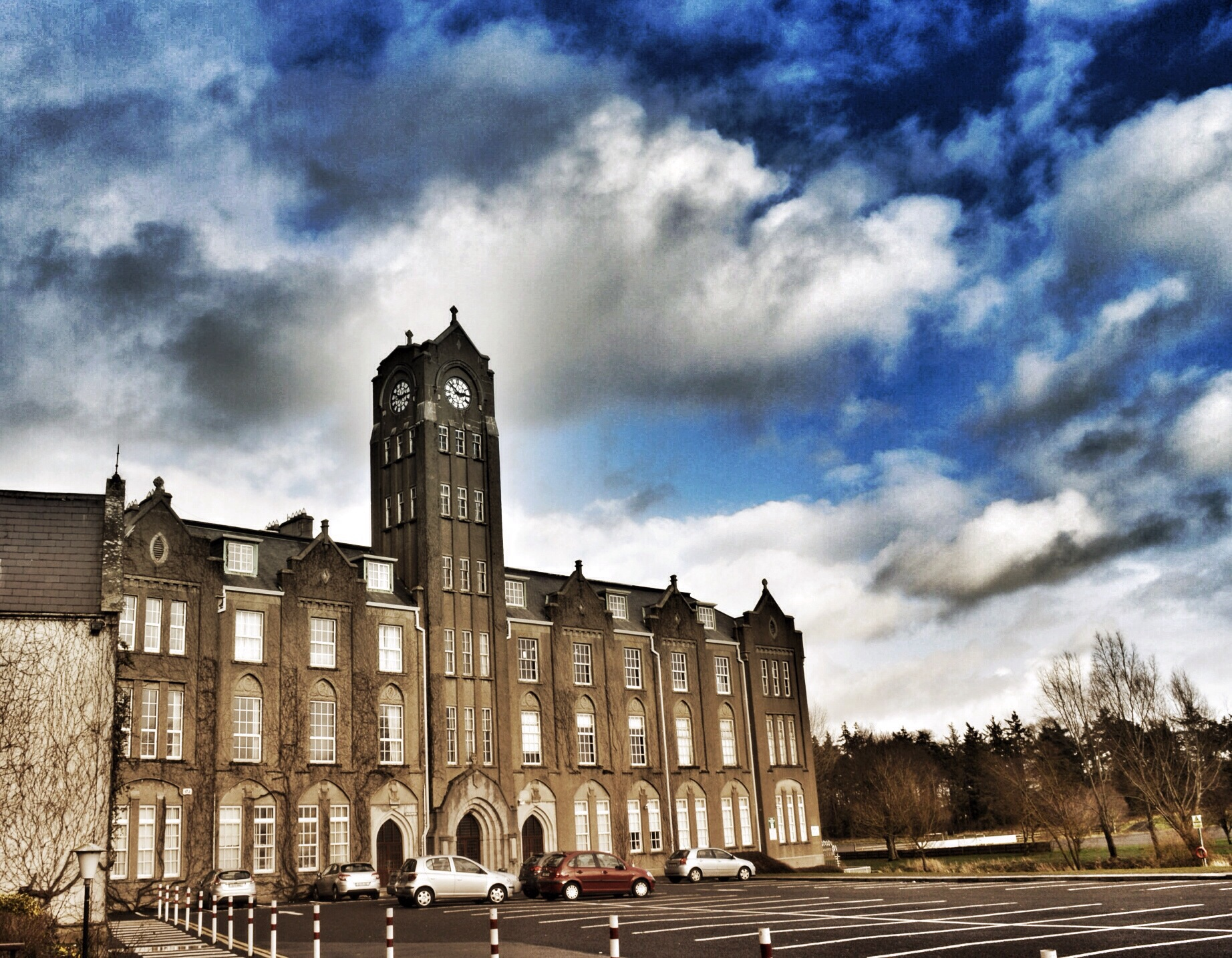
Newbridge College em County Kildare

- Newbridge College, uma escola privada de co-educação em Co Kildare, fundada pelos frades
- Dominican College, Portstewart, uma escola primária na costa norte da Irlanda do Norte, administrada por irmãs dominicanas
- Dominican College, Fortwilliam, uma escola secundária em Belfast, Irlanda do Norte, administrada por irmãs dominicanas
- Dominican College, Galway City, República da Irlanda, administrado por irmãs dominicanas
- St Dominic's Grammar School for Girls, Falls Road, Belfast, Irlanda do Norte, administrada por irmãs dominicanas
- Dominican College Sion Hill, Cross Avenue, Blackrock, Co. Dublin
- Dominican College, Griffith Avenue Escola secundária para meninas, anteriormente localizada na Eccles Street Dublin 7[1]

St Rose's Dominican College, fundado pelos dominicanos em 1962 na Beechmount Avenue, Belfast St. Dominic's College, Dublin, um convento de escola secundária para meninas, a "base" para as escolas dominicanas no mundo

### Educação adicional
- Dominican Biblical Institute (2000-2015), um centro de pesquisa bíblica em Limerick, Irlanda[2]
- O Priory Institute, Tallaght, Dublin, na que era a Dominican House of Studies até o ano 2000, oferece programas de graduação e mestrado à distância, validados pela Technological University Dublin[3]
- St. Saviour's Priory, Dorset St., Dublin desde 2000, abriga o Studium, o Centro de Estudos Institucionais dos Frades Dominicanos Irlandeses.[4]

### Internacional
- Dominican Convent High School, Harare, Zimbábue, fundada por uma freira dominicana irlandesa
- Saint Dominic's International School, perto de Lisboa, Portugal, fundada por irmãs irlandesas dominicanas

## Dominicanos irlandeses notáveis
- Jofroi de Waterford, fl 1300 ?, escriba, tradutor
- Edmund Bourke, (falecido em 1738), autor
- Anthony Dominic Fahy, 11 de janeiro de 1805 - 20 de fevereiro de 1871), missionário na Argentina
- Fr. Joseph Mullooly, (1812 - 1880), arqueólogo
- John Thomas Troy, (10 de maio de 1739 - 11 de maio de 1823), Arcebispo de Dublin
- Roche MacGeoghegan, 1580 - 26 de maio de 1644), Bispo de Kildare
- Thomas Burke, (1709 - 25 de setembro de 1776), Bispo de Ossory
- Thomas Nicholas Burke, 8 de setembro de 1830 - 2 de julho de 1882), pregador
- James Joseph Carbery, 1 de maio de 1823 - 17 de dezembro de 1887), Bispo de Hamilton, Canadá
- Richard Luke Concanen, consagrado como o primeiro Bispo de Nova York
- Bispo John Connolly, segundo Bispo de Nova York (1814-1825)
- Terence Albert O'Brien, (1600 - 31 de outubro de 1651), Bispo de Emly, mártir
- Ambrose O'Conor, MTh, Provincial dos Dominicanos Irlandeses, nomeado Vigário Apostólico de Ardagh em 1709, morreu em 1711.
- Daniel O'Daly, (1595 - 30 de junho de 1662), diplomata e historiador

### Nacional
- Provincial site
- Vocations Website
- Vocations Blog
- Dominican Students' Preaching Website - Dominicans Interactive
- Dominican Publications Website
- Website of the St Martin Apostolate
- Website of the Rosary Apostolate
- Dominican Polish Chaplaincy in Ireland
- Preaching Website
- Dominican Biblical Institute
- Priory Institute

### Comunidades locais e apostolados
- Dublin Dominicans' Website
- Tallaght Dominicans' Website
- Kilkenny Dominicans' Website - "The Black Abbey"
- Galway Dominicans' Website
- Tralee Dominicans' Website
- Newbridge Dominicans' Website
- Dominican Polish Chaplaincy in Tralee
- Dominican Polish Chaplaincy in Galway
- Dominican Polish Chaplaincy in Tallaght
- Dominican Retreat Centre in Cork
- Cork City Centre Dominicans' Website
- Waterford City Centre Dominicans' Website
- Dominican Retreat Centre in Tallaght
- San Clemente, the Irish Dominican community in Rome, Italy
- Tehran House of the Irish Dominicans